# Maskerleguaan
De maskerleguaan (Leiocephalus personatus) is een hagedis die behoort tot de familie Leiocephalidae.

## Naam en indeling
De wetenschappelijke naam van de soort werd voor het eerst voorgesteld door Edward Drinker Cope in 1863. Oorspronkelijk werd de wetenschappelijke naam Liocephalus personatus gebruikt.

## Verspreiding en habitat
De soort komt voor in het Caraïbisch Gebied en leeft op het eiland Hispaniola dat zowel Haïti als de Dominicaanse Republiek beslaat. De soort is aangetroffen van zeeniveau tot op een hoogte van ongeveer 625 meter boven zeeniveau.

## Levenswijze
De maskerleguaan eet voornamelijk kleine ongewervelden zoals insecten, maar ook plantendelen worden gegeten. De vrouwtjes zetten eieren af die in de bodem worden begraven.

## Beschermingsstatus
Door de internationale natuurbeschermingsorganisatie IUCN is de beschermingsstatus 'veilig' toegewezen (Least Concern of LC).

### Ondersoorten
De soort wordt verdeeld in de volgende ondersoorten, met de auteur en het verspreidingsgebied.
| Naam                                   | Auteur                        | Verspreidingsgebied    |
| -------------------------------------- | ----------------------------- | ---------------------- |
| Leiocephalus personatus actites        | Schwartz, 1967                | Dominicaanse Republiek |
| Leiocephalus personatus agraulus       | Schwartz, 1967                | Dominicaanse Republiek |
| Leiocephalus personatus budeni         | Schwartz, 1967                | Dominicaanse Republiek |
| Leiocephalus personatus elattoprosopon | Gali, Schwartz & Suarez, 1988 | Haïti                  |
| Leiocephalus personatus mentalis       | Cochran, 1932                 | Dominicaanse Republiek |
| Leiocephalus personatus personatus     | Cope, 1863                    | Haïti                  |
| Leiocephalus personatus poikilometes   | Schwartz, 1969                | Dominicaanse Republiek |
| Leiocephalus personatus pyrrholaemus   | Schwartz, 1971                | Dominicaanse Republiek |
| Leiocephalus personatus scalaris       | Cochran, 1932                 | Haïti                  |
| Leiocephalus personatus socoensis      | Gali & Schwartz, 1982         | Dominicaanse Republiek |
| Leiocephalus personatus tarachodes     | Schwartz, 1967                | Dominicaanse Republiek |
| Leiocephalus personatus trujilloensis  | Mertens, 1949                 | Dominicaanse Republiek |